# Hans-Joachim Fränkel
Hans-Joachim Fränkel (* 31. August 1909 in Liegnitz; † 21. Dezember 1996 in Marburg) war ein deutscher evangelischer Pfarrer und von 1964 bis 1979 Bischof der Evangelischen Kirche des Görlitzer Kirchengebietes.

## Leben
Fränkel, Sohn eines Studienrates, legte 1928 in Liegnitz das Abitur ab und studierte anschließend evangelische Theologie in Bethel, Breslau und Tübingen. Als Student trat er in die Bekennende Kirche ein und ließ sich 1936 für deren Kirchendienst ordinieren. Er übernahm im gleichen Jahr das Pfarramt in Kreuzburg und wechselte 1938 nach Seidenberg.
Als Mitglied der Naumburger Synode lehnte er die Zusammenarbeit mit den Deutschen Christen ab. Ebenso wenig kam es für ihn in Frage, mit dem von den Nationalsozialisten eingesetzten Provinzialkirchenausschuss zu kooperieren. Er wurde 1940 zum Militärdienst eingezogen und mit schweren Verwundungen 1943 entlassen.
Er kehrte nach Breslau zurück, wo er Pfarrvikar an der St.-Trinitatis-Kirche wurde. Gemeinsam mit Ernst Hornig baute er das neue Konsistorium der Evangelischen Kirche von Schlesien auf, das nach Görlitz verlegt wurde, nachdem die Kirchenleitung 1946 aus Breslau vertrieben worden war. 1946/1947 arbeitete er zur Betreuung der vertriebenen schlesischen Pfarrer in der Britischen Besatzungszone. Anschließend arbeitete er im Görlitzer Konsistorium und im Pfarramt der Gemeinde Buchholz in der Oberlausitz. 1950 wurde er Oberkonsistorialrat, von 1964 bis 1979 in der Nachfolge von Hornig Bischof seiner Kirche, die ab 1968 Evangelische Kirche des Görlitzer Kirchengebietes hieß.
Zugleich war Fränkel Mitglied des Rates der EKU (1969–1973 als Vorsitzender) und der Konferenz der Kirchenleitungen in der DDR. 1977 wurde er als Delegierter zur Vollversammlung des Lutherischen Weltbundes nach Daressalam entsandt.
Als mit Unterzeichnung der Schlussakte von Helsinki 1975 immer mehr Menschen die DDR mit Hilfe eines Ausreiseantrags verlassen wollen, vertrat Bischof Hans-Joachim Fränkel die Meinung, es sei Pflicht der Kirchen, für die Menschenrechte – also auch für das Recht auf freie Wahl des Wohnortes – einzutreten.
In den 1970er Jahren änderte sich die Haltung von Fränkel zur sozialistischen Obrigkeit und er wurde vom kritischen Kirchenführer und Gegner des SED-Staates zum Zuträger der Stasi: In den Jahren 1951 bis 1957 und 1972 bis 1976 verfolgte das Ministerium für Staatssicherheit den Bischof mit den Operativvorgängen „Plakate“ und „Martyrium“ und Zersetzungsmaßnahmen. Später änderte es die Strategie und stellte 1976 Kontakt her. Durch Erschleichung seines Vertrauens im Privatleben wurde er auf der Basis der Überzeugung am 13. Oktober 1977 als inoffiziellen Mitarbeiter „Bruder“ (Registriernummer XII 819/77 bei der Kreisdienststelle Görlitz) angeworben. Bei Fränkel als leitendem Theologen der evangelischen Kirche wurde auf eine schriftliche Verpflichtung verzichtet, sondern mündlich Vertraulichkeit und Konspiration zugesichert. Fränkel drängte auch erfolglos seinen Amtsnachfolger Wollstadt zur Verpflichtung als IM.
Nach seiner Pensionierung übersiedelte er in die Bundesrepublik Deutschland und verbrachte seinen Ruhestand in Marburg. 1965 erhielt er von der Theologischen Fakultät Bonn die Ehrendoktorwürde und 1993 die Ehrenbürgerwürde von Görlitz.
Fränkel war in erster Ehe mit Ruth geb. Schonke (1912–1976) verheiratet, ab 1984 in zweiter Ehe mit Charlotte geb. Lehmann (1920–2006).
In Nachrufen wurde hervorgehoben, dass Fränkel sich dem ideologischen Wahrheits- und Totalanspruch des NS-Staates und des DDR-Regimes widersetzte und dafür Repressionen ausgesetzt war. In Sachsen erhielt er in den 1970er Jahren zeitweise Predigtverbot.

## Veröffentlichungen
- Der Kirchenkampf in Schlesien. In: Peter Maser (Hrsg.): Der Kirchenkampf im deutschen Osten und in den deutschsprachigen Kirchen Osteuropas. Göttingen 1992, S. 49–66.